# Vladimir Belov
Vladimir Borisovich Belov  (em russo: Владимир Борисович Белов: Kuntsevo, 26 de abril de 1958 - 14 de novembro de 2016) foi um handebolista soviético, medalhista olímpico.

## Carreira
Vladimir Belov fez parte do elenco vice-campeão olímpico de handebol nas Olimpíadas de Moscou em 1980. Ele anotou 22 gols em seis partidas.